# SCH-51866
SCH-51866是一种含氮有机氟化合物，分子式C
19H
18F
3N
5O，可作为第一型和第五型磷酸二酯酶抑制劑（PDE1、PDE5抑制剂）。